# Siekierczyn (Ukraina)
Siekierczyn (ukr. Сокирчин, Sokyrczyn) – wieś na Ukrainie, w obwodzie iwanofrankiwskim, w rejonie tłumackim, nad Dniestrem.
Pod koniec XIX wieku wieś w powiecie horodeńskim.